# Joana Baptista Fossa
Joana Baptista Fossa i Pol (Barcelona, ca. 1829 - 7 de setembre de 1873) fou una soprano d'èxit arreu d'Espanya. Va debutar al Liceu Filodramàtic de Montsió i expandí la seva carrera als grans escenaris: de primer a Barcelona, al Teatre Principal i al Liceu; i després a Madrid, al Teatro Rossini.
Alguns dels rols que va cantar en els primers anys de la seva carrera al Teatre de Montsió, entre 1838 i 1842, van ser Irene, de l'òpera Marino Faliero, de Donizetti, en l'estrena de l'òpera a la ciutat; Isaura, a Il giuramento, de Mercadante, també en la seva estrena; Adima, de Uggero il danese, del mateix compositor i que també es veia per primer cop a la ciutat; o Fulvia, de La vestale de Pacini i Licisca a Medea, també de Pacini, l'any 1845.
Entre 1854 i 1859 va formar part de la companyia lírica del Gran Teatre del Liceu i el 1864 va esdevenir membre de la companyia del Teatro Rossini de los Campos Elíseos a Madrid, tot just acabat d'inaugurar.
Era filla del músic gironí Carles Fossa, violinista, i esposa de Joaquim Ferrer de Climent, empresari i director de la companyia responsable de la primera temporada lírica del nou Teatre Municipal de Girona, l'any 1860.